# Великий Мытник
Вели́кий Мы́тник  (укр. Вели́кий Ми́тник; иногда Большо́й Мы́тник) — село на Украине, находится в Хмельницком районе Винницкой области.
Код КОАТУУ — 0524880601. Население по переписи 2001 года составляет 1352 человека. Почтовый индекс — 22060. Телефонный код — 4338.
Занимает площадь 2,8 км².

## Географическое положение
Село Великий Мытник расположено в километрах к северо-востоку от г. Хмельника, около шоссейной дороги Хмельник — Бердичев, на склоне долины, которая пересекается небольшой рекой Хвосою, что в районе Хмельника впадает в Южный Буг. В 4-х километрах от села проходит исторический Черный шлях.

## История

### В составе Речи Посполитой и Российской империи
По историческим сведениям первое поселение на этом месте было основано раскольниками в XVI веке и являло собой слободу, которая называлась Пылипы. Во время одного из татарских набегов поселение разрушили. Раскольники разбежались и больше не пожелали жить в таком беспокойном месте. Новыми поселенцами стали казаки. Им среди других льгот было дано право собирать плату (мыто) из тех, кто проезжал через плотину. Отсюда возникла версия, что село начало называться Мытником. С образованием выселка на правой стороне р. Хвосы село стало называться Великим Мытником, а выселок — Малым Мытником. Поселение входило в Хмельникское староство. С присоединением Подолья к России, В.Мытник, как и всё староство Хмельника, был подарен императрицей Екатериной ІІ графу Илье Андреевичу Кушелеву-Безбородко, который неподалёку от В.Мытника построил экономию-поместье, названное Кушелёвкой. После смерти графа М. Мытник и Кушелёвка перешли к его дочери, по мужу, графини Левашовой и принадлежали этой семье вплоть до 1917 года. В. Мытник наследовала вторая дочь, которая вышла замуж за князя Лобанова. В 1818 году село было продано польскому помещику Шадловскому. Шадловский перепродал В.Мытник в 1842 Викентию Мазараки, который в качестве приданого своей дочери Стефаниды, передал его дворянину Адольфу Мостовскому. Во время принадлежности Подолья к Речи Посполитой в селе была униатская епархия. Тогда в центре села стояла деревянная церковь с кладбищем при ней. Кем и когда она была построена, неизвестно. В 1770 году эта церковь по неизвестным причинам сгорела. Посвящена она была архистратигу Михаилу. Это место было ограждено забором и засажено деревьями. В 1776 на средства прихожан и помещика графа Осалинского была возведена новая деревянная церковь. Это было однокупольное сооружение. В 1864 году к ней пристроили колокольню. В церкви, которая также была посвящена архистратигу Михаилу, в 1896 году построили четырехъярусный иконостас. До 1790 года священником был униат Фёдор Бутович, а после него его сын Стефан Бутович, который впоследствии стал протоиереем. Он прослужил на одном приходе 60 лет (1790—1850 гг.), 36 лет был благочинным. Именно при нём приход села В. Мытник перешел из униатства в православие. Стефан Бутович имел огромный авторитет у местного населения. Во время служения следующего священника, Аркадия Шараенного, в 1862 году в В. Мытнике, при церкви, открыли церковно-приходскую школу. С 1893 года для неё было построено отдельное помещение. В 1896 году открыли школу грамоты в Кушелёвке. С 1889 года священником в селе стал Пётр Креминский. Он на свои средства построил на кладбище в 1898 году каменную пятикупольную колокольню на могиле супруги.

### XX век
В начале XX века в В.Мытнике числилось прихожан 685 мужчин и 719 женщин, а в М.Мытнике — 230 мужчин и 256 женщин. Одноклассную школу в В.Мытнике посещали 34 мальчика и 13 девочек. Революционные события 1905—1907 гг. нашли отзыв в нашем крае. В мае 1905 года в Кушелевке крестьяне экономии Левашовой завязали платками сапы и пошли в контору, где выставили требование платить им по 75 копеек за рабочий день. Их требование удовлетворили. Но уже 4 июня 1905 года начальник Подольского жандармского губернского управления докладывал командиру отдельного корпуса Д.Тропову, что административным допросом, который был проведен 27 мая, установлено, что крестьяне села В.Мытник, подстрекаемые односельчанами Карпом Полищуком, Мартыном Попадюком, Зиновием Хмурою, Иваном Полищуком, Иваном Попадюком и Филимоном Вирчаком, придя в местную экономию помещика Мазараки, выгнали сезонных рабочих, прекратили все работы в экономии. С 25 мая лица, которые называли себя уполномоченными от общества, опять появились у экономии с требованием освободить всех рабочих, служащих, домашней прислуги, которые не хотели прекращать работу. Потом, не принимая во внимание уговоры, подстрекатели вместе с толпой крестьян категорически заявили, что никого не допустят в экономии до той поры, пока рабочим не будут платить по одному рублю в день. На основании изложенного повитовий справник постановлением от 31 мая 1905 года, руководствуясь статьей 21 "Положение об усилении охраны", для сохранения общественного спокойствия и предупреждение насилия вышеупомянутых вожаков арестовал и под конвоем направил в Каменец-Подольскую тюрьму. В В.Мытнике, Кушелевке, Филиополе 18 июня 1905 года, согласно докладной № 4314 Подольского губернатора А. Эйлера министру внутренних дел, состоялась забастовка сельскохозяйственных рабочих. Для его подавления из Литинського уезда были посланы 2 эскадрона казаков.
Период гражданской войны освещается в источниках тенденциозно, с позиции коммунистической идеологии. В частности сообщается, что активную революционную работу проводит матрос коммунист Лукьян Чумак. Указывается на пребывание в селе петлюровцев, белогвардейцев, поляков. Активную деятельность в районе Хмельника проводил отряд атамана Чепеля, который поддерживал директорию. Сообщается, что однажды Чепель взял Мытник, собрал крестьян и заставил их повернуть имущество похищеное из барского имения.
В 1922 году в Филиополе организовали первое коллективное хозяйство по возделыванию земли, которое называлось «Зирка». В него вошло 12 хозяйств, а руководителем стал Яков Владимирец. В 1925 году в В. Мытнике создано ТСОЗ. Его организатором стал М. И. Фелько и учитель П. И. Гуменюк. В это время активно действовали первые комсомольцы А.Гуменюк, А.Рымарцов, Г.Калачик, а первым главой сельсовета стал Денис Давидович Попадюк.
В 1929 году был создан колхоз «Победа». Его организатором стал коммунист Дурнев, а председателем — Степан Иванович Ступницкий. В 1932 году в селе появился первый трактор. А первыми механизаторами стали Никита Калачик, Феликс Заблоцкий, Христя Полищук. В 1924 году в В.Мытнике открылась начальная школа. Её первыми учителями стали Степан Петрович Збитнивский и Панас Иванович Гуменюк. А учитель Мирон Иванович Фелько возглавил в селе работу по ликвидации неграмотности. В 1936 году в селе построена семилетняя школа, которая в 1951 была реорганизована в среднюю. К сожалению, нет доступа к документам, которые бы раскрыли правду о преступлениях сталинизма в 30-е годы, а люди вспоминают об этом неохотно, хотя многие попали под репрессии. Одним из варварских актов большевистской власти было уничтожение Великомытницкой церкви. Это был семикупольный каменный храм. Аналогичный и сегодня существует в Белой Церкви. Он поражал своей красотой и был достопримечательностью архитектуры. В 1936 году она была разобрана, а из кирпича построили школы в В.Мытнике, Кушелевке, а также другие сооружения. Говорят, что судьба жестоко отомстила всем участникам варварской акции.

### В годы Великой Отечественной войны
С началом Великой Отечественной войны трудные времена наступили для жителей села. 17—18 июля 1941 года села Великомытницкого сельсовета были оккупированы фашистами. В это время комсомольцы из Филиополя Александр Трибухивский и Иван Владимирець помогали бойцам Красной Армии, которые отстали от своих частей. В годы войны 257 жителей села воевало на фронтах. 92 из них погибли. А всего по Великомытницкому сельсовету погибло во время от войны 216 человек. Молодежь села воевала в окопах Сталинграда, защищала Малахов Курган, участвовала в обороне Ленинграда. Тяжелые годы Ленинградской блокады выдержал Павел Колиснык. Грудь, в настоящее время покойника, Григория Литинського украшали многочисленные награды. Среди них Ордена Славы I и ІІ степеней, Орден Красной Звезды, медаль «За взятие Берлина». Бил врага полковник Иван Якимович Фелько, в бою погиб полковник Иван Васильевич Литинский. Прошел тяжелыми путями войны полковник медицинской службы Иван Денисович Андрощук. Добровольцем пошел на фронт Михаил Литинский, защищал город Одессу. Около школы находится могила воинам, которые освобождали село от фашистов и погибли в бою. На могильной плите выбиты имена 68 солдат.

## Религия
В селе действует храм Архистратига Божьего Михаила Хмельницкого благочиния Винницкой епархии Украинской православной церкви.

## Адрес местного совета
22060, Винницкая область, Хмельницкий р-н, с. Великий Мытник, ул. Центральная, 80